# Otfried Höffe
Pour les articles homonymes, voir Höffe.
Otfried Höffe, né le 12 septembre 1943 à Leobschütz (Haute-Silésie) est un philosophe allemand particulièrement connu pour ses travaux sur l'éthique, Aristote et Emmanuel Kant.

## Biographie
Il a étudié la philosophie, l'histoire,la théologie et la sociologie à Münster, Tübingen, Sarrebruck et Munich de 1964 à 1970. Dans sa thèse de doctorat (Praktische Philosophie: Das Modell des Aristoteles) soutenue en 1971, il a montré que le concept d'effort est fondamental dans l'éthique d'Aristote. Il obtient son habilitation en 1974 à Munich avec Strategien der Humanität. Zur Ethik öffentlicher Entscheidungsprozesse.
En 1976, il devient professeur ordinaire de philosophie à l'Université de Duisbourg. Il a été ensuite titulaire de la chaire d'éthique et de philosophie sociale à l'université de Fribourg de 1978 à 1992. Il est parallèlement chargé de cours en philosophie du droit au sein de la faculté de droit de la même université. Enfin, de 1992 jusqu'à sa retraite en septembre 2011, il a enseigné à l'Université de Tübingen, où il a fondé le Centre de recherche en philosophie politique en 1994 et est devenu membre coopté de la faculté de droit.
En 2002, il a reçu le prix de littérature bavaroise (Karl-Vosser-Preis)  et est depuis la même année professeur invité permanent de philosophie du droit à l'Université de Saint-Gall.
Il aIl est l'auteur de nombreux ouvrages de référence, notamment en éthique, en philosophie du droit et en philosophie politique, ainsi que sur Kant et Aristote, et est membre à part entière de l'Académie des sciences de Heidelberg et membre de l'Académie nationale des sciences Leopoldina . Son livre intitulé La justice politique a été traduit en dix langues. Il est également l'un des premiers à avoir fait connaître la pensée de John Rawls en Allemagne dans les années 1970 .
Il a occupé de nombreuses fonctions extra-universitaires au sein de la société civile. Ainsi, de 2009 à 2015, il a été président de la Commission nationale d'éthique dans le domaine de la médecine humaine en Suisse,,. D'avril 2020 jusqu'à sa dissolution en juin 2021, il était également membre du « Conseil d'experts Corona » composé de 12 membres convoqué par le Ministerpräsident de Rhénanie du Nord-Westphalie Armin Laschet. Le comité composé de douze experts renommés de différentes disciplines était censé travailler avec le gouvernement du Land de Rhénanie du Nord-Westphalie pour développer des stratégies pour la période post- crise du Corona.
En juillet 2010, il a annulé sa participation à la Journée mondiale de la philosophie organisée par l'UNESCO à Téhéran, craignant que l'opération ne se transforme en un « événement de propagande » au profit de la dictature du président Mahmoud Ahmadinejad . L'Unesco finira elle-même par se retirer de la manifestation deux semaines avant le début de l'évènement.

## Publications
- Sittlich-politische Diskurse: Philosophische Grundlagen, Politische Ethik, Biomedizinische Ethik. 1. Auflage. Suhrkamp, Frankfurt 1981,  (ISBN 3-518-07980-8).
- Praktische Philosophie, das Modell des Aristoteles. 3. Auflage. Akademie-Verlag, Berlin 2008,  (ISBN 978-3-05-004395-1).
- Den Staat braucht selbst ein Volk von Teufeln: philosophischer Versuche zur Rechts- und Staatsethik. Reclam, Stuttgart 1988,  (ISBN 3-15-008507-1).
- La justice politique : fondement d'une philosophie critique du droit et de l’État ; trad. fr. Paris, PUF, 1991,  (ISBN 2-13-043489-4)[8].
- Principes du droit., 1990 ; trad. fr. Paris, Cerf, 1993,  (ISBN 2-204-04607-8)[9].
- Le prix moral de la modernité : essai sur la science, la technique et l'environnement, Paris, L'Harmattan, 2001,  (ISBN 2-7475-1212-6).
- Vernunft und Recht: Bausteine zu einem interkulturellen Rechtsdiskurs. 2. Auflage. Suhrkamp, Frankfurt 1998,  (ISBN 3-518-28870-9).
- Penser un droit pénal interculturel, 1999 ; trad. fr. Québec, Presses de l'université Laval, 2016,  (ISBN 978-2-7637-9713-7).
- Demokratie im Zeitalter der Globalisierung. C. H. Beck, München 2001,  (ISBN 3-406-47599-X).
- „Königliche Völker“: zu Kants kosmopolitischer Rechts- und Friedenstheorie. Suhrkamp, Frankfurt 2001,  (ISBN 3-518-29119-X).
- Medizin ohne Ethik? 2. Auflage. Suhrkamp, Frankfurt 2003,  (ISBN 3-518-12245-2).
- Gerechtigkeit. Eine philosophische Einführung. 4. durchgesehene Auflage. C. H. Beck, München 2010,  (ISBN 978-3-406-44768-6)
- Kleine Geschichte der Philosophie. C. H. Beck, München 2001, 2. Auflage 2008,  (ISBN 978-3-406-57385-9). [Rezension: Ursula Pia Jauch in NZZ, 31. Januar 2002]
- Introduction à la philosophie pratique de Kant : la morale, le droit et la religion, Paris, Vrin, 1993 (ISBN 2-7116-1171-X)[10].
- Wirtschaftsbürger, Staatsbürger, Weltbürger. Politische Ethik im Zeitalter der Globalisierung. C. H. Beck, München 2004,  (ISBN 3-406-52208-4).
- Aristoteles. 4., überarbeitete Auflage. Beck’sche Reihe Denker, München 2014,  (ISBN 3-406-54125-9).
- Immanuel Kant. 7., überarbeitete Auflage. Beck’sche Reihe Denker, München 2007,  (ISBN 978-3-406-54762-1).
- Lebenskunst und Moral oder macht Tugend glücklich? C. H. Beck, München 2007,  (ISBN 978-3-406-55745-3).
- Ist die Demokratie zukunftsfähig? Über moderne Politik. C. H. Beck, München 2009,  (ISBN 978-3-406-58717-7).
- Thomas Hobbes. C. H. Beck Verlag, München 2010,  (ISBN 978-3-406-60021-0).
- Kants Kritik der praktischen Vernunft: Eine Philosophie der Freiheit. C. H. Beck, München 2012,  (ISBN 978-3-406-63934-0)
- Ethik. Eine Einführung. C. H. Beck Verlag, München 2013,  (ISBN 978-3-406-64630-0).
- Die Macht der Moral im 21. Jahrhundert. C. H. Beck Verlag, München 2014,  (ISBN 978-3-406-66001-6).
- Kritik der Freiheit: Das Grundproblem der Moderne. C. H. Beck Verlag, München 2015,  (ISBN 978-3-406-67503-4).
- Die hohe Kunst des Alterns. Kleine Philosophie des guten Lebens. C. H. Beck, München 2018,  (ISBN 978-3-406-72747-4)[11].
- Für ein Europa der Bürger! Klöpfer.Narr, Tübingen 2020,  (ISBN 978-3-7496-1021-1)
- Gerechtigkeit denken. John Rawls’ epochales Werk der politischen Philosophie. Verlag Karl Alber, Freiburg 2021,  (ISBN 978-3-495-49204-8).
- Was hält die Gesellschaft noch zusammen?. Alfred Kröner Verlag, Stuttgart 2021,  (ISBN 978-3-520-90009-8).
- Ist Gott demokratisch? Zum Verhältnis von Demokratie und Religion. Hirzel, Stuttgart 2022,  (ISBN 978-3-7776-3078-6).